# Sanctuary (Star Trek: Deep Space Nine)
"Sanctuary" és el desè episodi de la segona temporada de la sèrie de televisió de ciència-ficció estatunidenca Star Trek: Deep Space Nine, el 30è de tota la sèrie. Originalment es va emetre en redifusió a partir del 29 de novembre de 1993. L'episodi va ser dirigit per Les Landau en base a un guió de  Frederick Rappaport, Gave Essoe, i Kelley Miles.
Ambientada al segle XXIV, la sèrie segueix les aventures a Espai Profund 9, una estació espacial situada prop d'un forat de cuc estable entre els Quadrants Alfa i Gamma de la Via Làctia, prop del planeta Bajor, mentre els bajorans es recuperen d'una brutal ocupació de dècades pels imperialistes cardassians. En aquest episodi, refugiats alienígenes del Quadrant Gamma intenten reclamar Bajor com la seva llar.

## Argument
Una nau danyada passa pel forat de cuc, i els seus passatgers, una dona i tres homes, són transportats a bord d'Espai Profund 9. El traductor universal no pot traduir el seu idioma durant diversos minuts, però sembla que confien en la major Kira, que els acompanya per l'estació fins que poden comunicar-se.
La dona, Haneek, explica que el seu poble, els Skrreeans, va ser conquerit per una espècie anomenada T-Rogorans, que al seu torn van ser conquerits per un imperi conegut com el Domini. El comandant Benjamin Sisko promet ajudar Haneek i el seu poble a trobar una nova pàtria, i quan diverses naus Skrreeans més passen pel forat de cuc, són benvinguts calorosament. Kira i Haneek es fan amics.
A mesura que més i més skrreeans arriben a l'estació, alguns residents, inclòs Quark, comencen a ressentir-se de la seva presència; el nebot de Quark, Nog, fa una broma al bel·ligerant fill de Haneek, Tumak, i Tumak respon amb violència. La situació es deteriora i es converteix en una violenta baralla entre Nog i el grup d'amics de Tumak. Haneek comença a témer que no trobarà "Kentanna", el llegendari món natal dels skrreeans, tan buscat. Tanmateix, els líders skrreeans decideixen que Bajor és el Kentanna que busquen. Sisko suggereix un planeta proper, Draylon II, com a alternativa raonable, però els skrreeans són ferms en la seva decisió. Es reuneixen amb representants del govern bajorà, que es neguen a permetre'ls traslladar-s'hi; s'està estenent una fam i el govern bajorà no creu que pugui donar suport a la població skrreeana.
Tumak agafa una de les naus skrreeanes i es dirigeix a Bajor. A petició de Sisko, Haneek intenta convèncer-lo que desactivi els motors perquè la nau té una perillosa fuita de radiació, però Tumak ignora les súpliques de la seva mare. Dues naus bajoranes s'hi acosten per remolcar-lo fins a un lloc segur, però Tumak es nega a apagar els motors. Es produeix un tiroteig que provoca la destrucció de la nau de Tumak a causa de la fuita de radiació.
El govern bajorà manté la seva decisió de denegar l'asil, de manera que els skrreeans no tenen més remei que traslladar-se a Draylon II. Ferida per la mort del seu fill i enfadada amb els bajorans, les últimes paraules de Haneek a Kira són amargues. Li recorda que els skrreeans eren agricultors i que podrien haver ajudat Bajor a superar la fam. Haneek marxa amb la seva gent, deixant Kira avergonyida, contemplant les paraules de Haneek.

## Artistes convidats
- Aron Eisenberg - Nog
- Deborah May - Haneek
- William Schallert - Varani
- Andrew Koenig - Tumak
- Michael Durrell - Hazar
- Betty McGuire - Vayna
- Robert Curtis-Brown - Sorad
- Kitty Swink - Rozahn
- Leland Orser - Gai
- Nicholas Shaffer - Cowl

## Producció
L'episodi es basa en una idea de Gabe Essoe i Kelley Miles, segons la qual un gran nombre de refugiats arribarien a l'estació "Espai Profund 9". Aquesta idea bàsica va ser molt ampliada per Frederick Rappaport. Els personatges Haneek i Tumak són obra seva. En l'esborrany original del guió de Rappaport, els Skrreea finalment podrien establir-se a Bajor. Tanmateix, Michael Piller va exigir que es reescrigués el final, creient que un final més realista, en què no tot acaba bé, causaria una impressió més forta.

## Recepció
Ressenya de l'episodi per a Tor.com el 2013, Keith R.A. DeCandido li va donar una puntuació de 5 sobre 10, dient que hi havia "molt per agradar" a l'episodi, però també expressant decepció amb diversos aspectes, inclòs el final.
El 2020, io9 el va classificar com un dels episodis "imprescindibles" de la sèrie.

## Llançament
Es va estrenar en LaserDisc al Japó el 6 de juny de 1997 com a part de la col·lecció de mitja temporada 2nd Season Vol. 1, que tenia 7 discs de 12" de doble cara. Els discs tenien pistes d'àudio en anglès i japonès.
L'11 de novembre de 1997, "Second Sight" i "Sanctuary" es van publicar en LaserDisc de doble cara als Estats Units.
L'1 d'abril de 2003 es va publicar la segona temporada de Star Trek: Deep Space Nine en discs de vídeo DVD, amb 26 episodis en set discs.
Aquest episodi es va publicar el 2017 el DVD amb la caixa de la sèrie completa, que tenia 176 episodis en 48 discs.